# 柳壕镇
柳壕镇，是中华人民共和国辽宁省辽阳市辽阳县下辖的一个乡镇级行政单位。

## 行政区划
柳壕镇下辖以下地区：
蛤蜊坑村、南教村、孟柳壕村、刘柳壕村、高力城村、青渔湾村、西腰子村、转轴村、小川城村、北教村、往户林村、黄套村、常家村和罗套村。